# Estación Elisa (Santa Fe)
Elisa era una estación de ferrocarril ubicada en la localidad homónima, Departamento Las Colonias, provincia de Santa Fe, Argentina.
La estación fue habilitada en 1891 por el Ferrocarril Provincial de Santa Fe.
En el edificio funciona actualmente un centro cultural.

## Servicios
Era una de las estaciones intermedias del Ramal F13 del Ferrocarril General Belgrano.